# Priyanka (drag queen)
Mark Suknanan (28 de maio de 1991) é um cantor, apresentador de televisão e drag queen canadiano. Competindo sob o seu nome drag, Priyanka, venceu a primeira temporada do reality show Canada's Drag Race em 2020. Anteriormente, foi apresentador da série infantil The Zone da YTV e do reality show The Next Star, onde era creditado como Mark Suki. O seu primeiro EP, Taste Test, foi lançado em 2021.

## Origem e Educação
Nasceu a 28 de maio de 1991, em Whitby, Ontário, onde estudou na All Saints Catholic Secondary School. Posteriormente foi aluno no programa de radiodifusão do Niagara College. É descendente de indo-guianenses.

## Carreira
Começou a sua carreira como apresentador de televisão infantil, tornando-se numa figura reconhecida do público canadiano com o programa The Zone da YTV e de seguida com o reality show The Next Star, também da mesma emissora televisiva.
Começou a sua carreira de drag queen em 2017, inicialmente sob o nome de Priyanka Love, em Toronto. A sua primeira competição como drag performer foi num concurso local, por sugestão da colega drag Xtacy Love, terminando em quarto lugar. Pouco depois, rapidamente encontrou sucesso na cena drag local, ganhando vários títulos, incluindo o de Miss Crews and Tangos (2018–2019) e Woody's Queen of Halloween (2018). Priyanka foi eleita a melhor rainha de Toronto na pesquisa anual de leitores da revista Now em 2019. Priyanka também se apresentou como Mel B num tributo às Spice Girls, ao lado de Juice Boxx, que atuou como Emma Bunton.
Em 2020, assumiu publicamente a sua homossexualidade e tornou-se num dos concorrentes da temporada inaugural do reality show Canada's Drag Race, vencendo a competição no episódio final, contra as concorrentes Scarlett BoBo e Rita Baga. Tornou-se na primeira pessoa de ascendência indo-caribenha a vencer na história global da franquia. Ao longo da competição, incluiu a piada recorrente de que o contraste entre as suas duas personas, a personalidade televisiva Mark Suki durante o dia e a drag queen Priyanka à noite, a tornavam na Hannah Montana do Canadá, revelando ainda que no seu vídeo de apresentação para o programa, realizou uma performance ao som do tema de Hannah Montana "The Best of Both Worlds".

Após o programa, foi uma das figuras destaques no Drag Ball do Pride Toronto, em 27 de junho de 2020, realizado em versão online durante a pandemia de COVID-19, no qual cantou o single "Power & Control" de Marina and the Diamonds. Um ano depois, durante o 9º Canadian Screen Awards, recebeu uma nomeação na categoria de Melhor Performance Coadjuvante em um Programa ou Série da Web pela sua participação no Drag Ball, sendo ainda nomeada uma das dez finalista do Prémio Escolha do Público, para além de ter sido a narradora da apresentação ao vivo para as categorias de estilo de vida e realidade.
Apesar das restrições de distanciamento social em vigor durante a pandemia de COVID-19 no Canadá, como Priyanka participou numa turnê pelo país com outros competidores de Canada's Drag Race, que foi realizada em drive-ins locais, e, ao lado de Scarlett Bobo, Rita Baga e Jimbo, num painel de discussão online como parte do festival Just for Laughs. Ainda em 2020, foi capa da edição digital do Gay Times e tornou-se porta-voz numa campanha publicitária para a marca SodaStream, tendo ainda participado em outras campanhas publicitárias online para a Shoppers Drug Mart e o Bank of Montreal.
Em 2021, foi anfitriã da edição virtual do Pride Toronto, fez uma parceria com a Vizzy Hard Seltzer, atuando como diretora de impacto comunitário, foi destaque na edição de julho/agosto da revista Elle Canadá, tornando-se na primeira drag queen a fazê-lo, e lançou o seu primeiro projeto musical, o EP Taste Test, para além de em agosto do mesmo ano, ter atuado no Drag Fest, um festival de música ao vivo e co-apresentado o podcast Famous This Week da Forever Dog ao lado de Brooke Lynn Hytes, que ganhou um prêmio de podcasts em 2022.

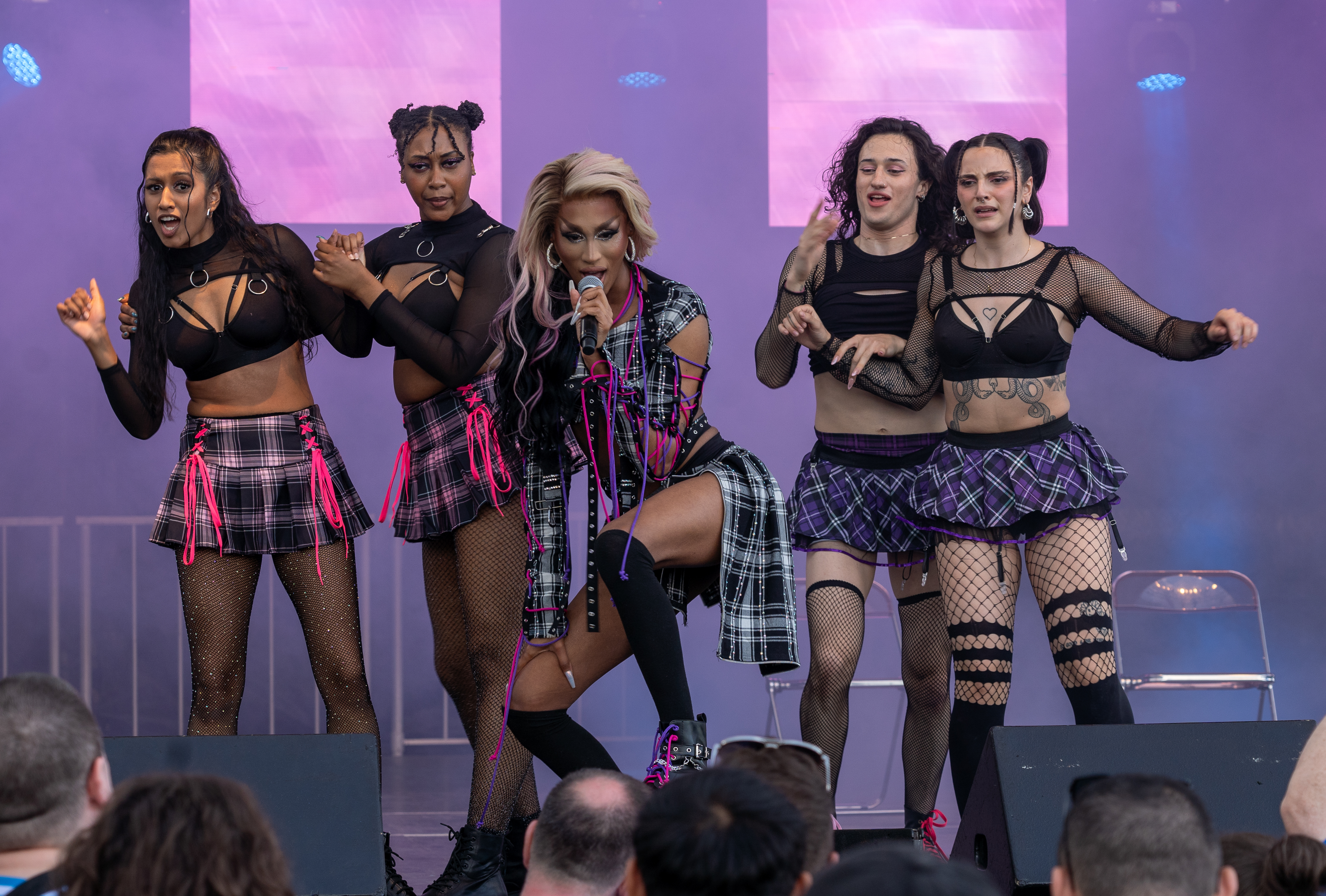
Priyanka em 2024

Expandido a sua carreira musical, foi co-apresentadora com Lindsay Ell no Canadian Country Music Awards de 2021, tendo lançado pouco antes o seu single de estreia na música country "Country Queen",  que interpretou durante o número de abertura da cerimónia.
Em 2023, assinou um acordo de desenvolvimento com a Bell Media para potenciais projetos de televisão ou cinema, juntando-se também ao eTalk da CTV como correspondente especial. Durante o mesmo ano, foi apresentada como a "assassina de lip synk" no décimo episódio da oitava temporada de RuPaul's Drag Race All Stars, onde derrotou Kandy Muse ao som de "Jumpin', Jumpin'" de Destiny's Child, e em julho, ao lado de Sasha Velour e Jaida Essence Hall, tornou-se numa das novas apresentadoras da quarta temporada do reality show vencedor do Emmy , We're Here.
Em junho de 2024, lançou o seu primeiro projeto na Bell Media, um reality show chamado Drag Brunch Saved My Life, no qual visitava restaurantes em dificuldades para ajudá-los a se reinventar, lançando programas de drag brunch.
Em janeiro de 2025, Priyanka foi nomeada Campeã Feminina Honorária da WWE pela membro do Hall of Fame da WWE, Trish Stratus.

## Filmografia

### Cinema
| Ano  | Título                         | Papel            | Notas |  |
| ---- | ------------------------------ | ---------------- | ----- |  |
| 2024 | Meet Me Next Christmas         | Priyanka         |       |  |
| 2023 | It's All Sunshine and Rainbows | Melonie Sunshine |       |  |

### Televisão
| Year         | Title                                      | Notes                                        | Ref.   |
| ------------ | ------------------------------------------ | -------------------------------------------- | ------ |
| 2013–2014    | The Next Star                              | Apresentador                                 |        |
| 2013–2019    | The Zone                                   | Apresentador                                 |        |
| 2015         | Katie Chats                                | Convidado                                    |        |
| 2015         | Kids Choice Awards Countdown               | Apresentador                                 |        |
| 2020         | Canada's Drag Race (temporada 1)           | Concorrente e Vencedor                       |        |
| 2021         | Canada's Drag Race (temporada 2)           | Convidado                                    | [ 29 ] |
| 2022         | Ezra                                       |                                              |        |
| 2022         | Canada's Drag Race: Canada vs. the World   | Jurado Convidado                             |        |
| 2023–present | eTalk                                      |                                              | [ 30 ] |
| 2023         | Bollywed                                   |                                              |        |
| 2023         | Glamorous                                  | Figurante                                    | [ 31 ] |
| 2023         | RuPaul's Drag Race All Stars (temporada 8) | Episódio: "The Letter L"                     | [ 32 ] |
| 2023         | RuPaul's Drag Race All Stars: Untucked     | Episódio: "All Stars Untucked: The Letter L" | [ 32 ] |
| 2023         | Sew Fierce                                 | Convidado                                    |        |
| 2024         | We're Here                                 | Elenco Principal                             |        |

### Vídeos musicais
| Ano  | Título                                     | Artista                          |        |
| ---- | ------------------------------------------ | -------------------------------- | ------ |
| 2018 | "Say My Name"                              | Priyanka                         |        |
| 2019 | "You Look So Good"                         | Priyanka                         |        |
| 2020 | "Power & Control" (não oficial)            | Marina and the Diamands          |        |
| 2021 | "Do Better"                                | Anjulie                          | [ 33 ] |
| 2021 | "GAP"                                      | Heidi N Closet                   | [ 34 ] |
| 2021 | "Montero (Call Me By Your Name)"           | Priyanka                         | [ 35 ] |
| 2021 | "Queen of the North"                       | Brooke Lynn Hytes (com Priyanka) |        |
| 2021 | "Cake"                                     | Priyanka                         | [ 27 ] |
| 2021 | "B*tch, I'm Busy"                          | Priyanka                         |        |
| 2021 | "Come Through" (com participação de Lemon) | Priyanka                         |        |
| 2022 | "Snatch" (com participação de Cheryl Hole) | Priyanka                         |        |

## Discografia

### Álbuns
| Título     | Detalhes |
| ---------- | --- |
| Devastatia | - Lançado: 23 de agosto de 2024 - Editora: Question Mark Productions - Formato: streaming, download digital |

### EPs
| Título     | Detalhes                                                                                                   |
| ---------- | --- |
| Taste Test | - Lançado: 16 de julho de 2021 - Editora: Question Mark Productions - Formato: streaming, download digital |

### Singles

#### Como artista principal
| Título                                                                   | Ano  | Álbum      |
| ------------------------------------------------------------------------ | ---- | ---------- |
| "Say My Name"                                                            | 2018 |            |
| "You Look So Good"                                                       | 2019 |            |
| "Watermelon Sugar " (cover)                                              | 2021 |            |
| "Montero (Call Me By Your Name)" (cover)                                 | 2021 |            |
| "On the Ground" (cover)                                                  | 2021 |            |
| "Cake"                                                                   | 2021 | Taste Test |
| "B`tch, I'm Busy"                                                        | 2021 | Taste Test |
| "Come Through" (featuring Lemon)                                         | 2021 | Taste Test |
| "Country Queen"                                                          | 2021 |            |
| "Sleigh My Name"                                                         | 2021 |            |
| " My Only Wish (This Year)" (cover) (with Tia Kofi)                      | 2022 |            |
| "Sleigh My Name" (remix with Shea Couleé, Alaska Thunderfuck, and Lemon) | 2022 |            |
| "Bad B`tches Don't Cry" (with Ralph)                                     | 2023 | Devastatia |
| "No New Friends"                                                         | 2024 | Devastatia |
| "Shut It Down"                                                           | 2024 | Devastatia |
| "Gucciyanka" (featuring Lemon)                                           | 2024 | Devastatia |

#### Como artista convidada
| Título | Ano  | Álbum    |
| --- | ---- | -------- |
| "Not Sorry Aboot It" (com o elenco de Canada's Drag Race, Temporada 1)                                            | 2020 |          |
| "U Wear It Well" – Queens of the North Ru-Mix ( RuPaul apresentando o elenco de Canada's Drag Race, 1ª temporada) | 2020 |          |
| "Queen of the North" ( Brooke Lynn Hytes com Priyanka)                                                            | 2021 |          |
| "Snatched" ( Bonnie McKee com Priyanka)                                                                           | 2024 | Hot City |

## Prêmios e nomeações
| Ano  | Prêmio                     | Categoria                                              | Obra               | Resultado | Ref. |
| ---- | -------------------------- | ------------------------------------------------------ | ------------------ | --------- | ---- |
| 2021 | Canadian Screen Awards     | Melhor Atuação Coadjuvante em Programa ou Série da Web | Canada's Drag Race | Nomeado   |      |
| 2021 | Canadian Screen Awards     | Prêmio Escolha do Público                              | Canada's Drag Race | Nomeado   |      |
| 2024 | Canadian Screen Awards     | Best Host, Talk Show or Entertainment News             | eTalk              | Nomeado   |      |
| 2022 | Canadian Podcasting Awards | Outstanding Foreign Series                             | Famous This Week   | Vencedor  |      |
| 2022 | UK Music Video Awards      | Melhor Cabelo e Maquilhagem em Vídeo                   | "Come Through"     | Vencedor  |      |